# Cordylus lawrenci
Cordylus lawrenci је гмизавац из реда Squamata и фамилије Cordylidae.

## Угроженост
Ова врста је на нижем степену опасности од изумирања, и сматра се скоро угроженим таксоном.

## Распрострањење
Ареал врсте је ограничен на једну државу. 
Јужноафричка Република је једино познато природно станиште врсте.